# Menghișevo, Șumen
Menghișevo (în bulgară Менгишево) este un sat în comuna Vărbița, regiunea Șumen,  Bulgaria. 

## Demografie
Componența etnică a satului Menghișevo
     Bulgari (8,29%)
     Turci (27,29%)
     Romi (40,61%)
     Nicio identificare (23,79%)
La recensământul din 2011, populația satului Menghișevo era de 458 locuitori. Nu există o etnie majoritară, locuitorii fiind romi (40,61%), turci (27,29%) și bulgari (8,29%). Pentru 23,79% din locuitori nu este cunoscută apartenența etnică.